# 迷魂車
《迷魂車》（又译作）是由南夢宮公司於1980年11月發行的電子遊戲。1981年發行難易度經過調整，且加上新BGM的《新迷魂車》。

## 遊戲概要
玩家控制著一台藍色汽車，穿梭於迷宮之中，在每一個關卡內，取得十面黃色旗幟的遊戲。
玩家在進行遊戲時，遊戲畫面的右方，會出現一個旗子、紅色汽車（對手車）與藍色車子（玩家自己）的位置對應圖。玩家可依據這個對應圖，找出十面旗子的位置，並將其取得。
玩家必須要閃躲紅色車的追撞，玩家若與紅色車對撞，則損失一次生命；或者玩家必須閃躲擋在迷宮內的岩石，否則藍色車直接撞上岩石，也是會損失一次生命的。玩家的生命用盡後，遊戲結束。

### 能源
玩家有一個能源計量表，這個是藍色車是否能高速行駛的依據。若藍色車沒能源，車子不會被毀損，只是移動速度很慢，很容易就被紅色車追上而被毀損，失去一次生命。
遊戲內沒有補充能源的道具，全憑遊戲給予的初始能源。

### 煙霧攻擊
玩家可以使用按鈕，讓藍色車噴出煙幕。紅色車接觸到煙霧後，就會原地打轉，動彈不得一陣子，但紅色車不會毀損，此時，藍色車就可以趁此逃脫。但煙霧失效後，紅色車就可以繼續行動。
但煙霧攻擊也是有限制的，如果藍色車沒有能源了，則煙霧攻擊是無法施展的。且煙霧攻擊是非常消耗能源的，因此非必要，最好不要隨意或大量施放煙霧。
而如果玩家與打轉中的紅色車相撞時，同樣也是會損失一次生命的。

### 獎勵遊戲
玩家到一定的層次後，遊戲就會給予「獎勵遊戲」回饋。此時，紅色車不會隨處開，持續在原地不動，玩家就可以盡情地取得檢查站（黃色旗子）。其計分方式，同一般遊戲。
因為紅色車不會移動，玩家不能在獎勵遊戲內施放煙霧。
獎勵遊戲內，藍色車若刻意撞上紅色車，或不慎撞上岩石，同樣也會被毀損，但玩家不會損失生命，獎勵遊戲因此而中斷。